# Томас Стърнз Елиът (награда)
Наградата „Томас Стърнз Елиът“ (на английски: T. S. Eliot Prize) е учредена през 1993 г. от британското Общество на поетическата книга (Poetry Book Society), създадено от Томас Стърнс Елиът през 1953 г., по повод 40-годишнината му.
Присъжда се всяка година за най-добър сборник с нови стихотворения, публикуван за първи път във Великобритания и Ирландия („the best collection of new verse in English first published in the UK or the Republic of Ireland“).
Финансовият израз на наградата е 15 хиляди фунта стерлинги, което я прави британската награда за поезия с най-голяма финансова подплънка. Наричана е „най-желаната награда за поезия“.

## Лауреати
- 1993 – Киаран Карсън за стихосбирката First Language: Poems
- 1994 – Пол Мълдуун за стихосбирката The Annals of Chile
- 1995 – Марк Доти за стихосбирката My Alexandria
- 1996 – Лес Мърей за стихосбирката Subhuman Redneck Poems
- 1997 – Дон Патерсън за стихосбирката God's Gift to Women
- 1998 – Тед Хюз за стихосбирката Birthday Letters
- 1999 – Хюго Уилямс за стихосбирката Billy's Rain
- 2000[2] – Майкъл Лонгли за стихосбирката The Weather in Japan
- 2001[3] – Ан Карсън за стихосбирката The Beauty of the Husband
- 2002[4] – Алис Осуалд за стихосбирката Dart[5]
- 2003[6] – Дон Патерсън за стихосбирката Landing Light[7]
- 2004[8] – Джордж Сиртеш за стихосбирката Reel[9]
- 2005[10] – Карол Ан Дъфи за стихосбирката Rapture[11], [12]
- 2006[13] – Шеймъс Хийни за стихосбирката District and Circle[14]
- 2007[15] – Шон О'Брайън за стихосбирката The Drowned Book[16]
- 2008[17] – Джен Хадфийлд за стихосбирката Nigh-No-Place[18]
- 2009[19] – Филип Грос за стихосбирката The Water Table[20]
- 2010[21] – Дерек Уолкът за стихосбирката White Egrets[22], [23], [24]
- 2011[25] – Джон Бърнсайд за стихосбирката Black Cat Bone[26]
- 2012[27] – Шарън Олдс за стихосбирката Stag's Leap[28]
- 2013[29] – Шиниъд Мориси за стихосбирката Parallax[30]
- 2014 – Дейвид Харсънт за стихосбирката Fire Songs
- 2015 – Сара Хауи за стихосбирката Loop of Jade[31]
- 2016 – Джейкъб Поли за стихосбирката Jackself[32]
- 2017 – Оушън Вуонг за стихосбирката Night Sky with Exit Wounds[33]
- 2018 – Хана Съливан за стихосбирката Three Poems[34]
- 2019 – Роджър Робинсън за стихосбирката A Portable Paradise
- 2020 – Бану Капил за стихосбирката How to Wash a Heart[35]